# Philip Dickmans
Philip Eduard Roger Dickmans (ur. 4 stycznia 1963 w Herk-de-Stad) – belgijski duchowny katolicki, biskup Miracema do Tocantins od 2008.

## Życiorys
30 września 1990 otrzymał święcenia kapłańskie i został inkardynowany do diecezji Hasselt. Po święceniach został wikariuszem w Genk. W 1996 został misjonarzem fidei donum w Brazylii i podjął pracę duszpasterską w archidiecezji Palmas. W 1998 został współzałożycielem organizacji Ação Social Jesus de Nazaré, zaś z czasem został jej przewodniczącym.
21 maja 2008 papież Benedykt XVI mianował go biskupem diecezji Miracema do Tocantins. Sakry biskupiej udzielił mu 15 sierpnia 2008 metropolita Palmas - arcybiskup Alberto Taveira Corrêa.